# Алакчи
Алакчи (азерб. Ələkçi) — село у Лачинському районі Азербайджану. Село розташоване за 68 км на північний захід від районного центру, міста Лачина.